# Lac Aigremont
Pour les articles homonymes, voir Aigremont.
Le lac Aigremont est un plan d'eau douce affluent de la Petite rivière du Chef, coulant dans le territoire non organisé de Lac-Ashuapmushuan, dans la partie Nord-Ouest de la municipalité régionale de comté (MRC) Le Domaine-du-Roy, dans la région administrative du Saguenay-Lac-Saint-Jean, dans la province de Québec, au Canada.
Ce lac chevauche les cantons d’Aigremont et de Denaut. Il est entièrement situé dans la Réserve faunique Ashuapmushuan. Sa rive Sud-Ouest se situe à moins de 10 km de l’ancienne gare de Nicabau du chemin de fer du Canadien National.
La foresterie constitue la principale activité économique du secteur. Les activités récréotouristiques arrivent en second.
La route 167 reliant Chibougamau à Saint-Félicien (Québec) passe sur la rive Sud du lac. Une route forestière contourne le lac. Plus au Sud, le chemin de fer du Canadien National longe la rivière Normandin, et se rapproche de la route 167 en remontant vers le Nord-Ouest, soit vers Chibougamau.
La surface du lac Aigremont est habituellement gelée du début novembre à la mi-mai, toutefois la circulation sécuritaire sur la glace se fait généralement de la mi-novembre à la mi-avril.

## Géographie
Le lac Aigremont comporte une longueur de 7,7 km, une largeur maximale de 5,5 km et une altitude de 397 m. Ce lac est surtout alimenté par cinq décharges lesquelles drainent un total de huit lacs environnants.
L’embouchure du lac Aigremont est localisée à :
- 9,0 km au Sud-Ouest de l’embouchure de la Petite rivière du Chef (confluence avec la Rivière la Loche (rivière Ashuapshuan)) ;
- 11,8 km à l’Ouest de l’embouchure de la rivière la Loche (confluence avec la rivière Ashuapmushuan) ;
- 13,6 km au Nord-Ouest de l’embouchure de la rivière Normandin (confluence avec le lac Ashuapmushuan) ;
- 131,3 km au Nord-Ouest de l’embouchure de la rivière Ashuapmushuan (confluence avec le lac Saint-Jean) ;
- 169,1 km à l’Ouest de l’embouchure du lac Saint-Jean (confluence avec la rivière Saguenay)[1].

Les principaux bassins versants voisins du lac Aigremont sont :
- côté Nord : Petite rivière du Chef, lac Mignault, rivière des Grèves, lac Chaudière, lac Dobleau, lac Vimont (Lac-Ashuapmushuan) ;
- côté Est : rivière la Loche, rivière Ashuapmushuan ;
- côté Sud : rivière Normandin, lac Ashuapmushuan, lac Denaut, rivière Marquette ;
- côté Ouest : rivière Normandin, lac Bouteroue, lac Rohault.

Le lac Aigremont se déverse au fond d’une baie (longueur : 2,0 km) de la rive Nord du lac. De là, le courant descend la Petite rivière du Chef sur 4,6 km vers le Nord en traversant notamment le « Lac de la Débâcle », vers le Nord-Est jusqu’à la rive Ouest du Lac des Cantons, puis vers l’Est en traversant ce dernier lac. Le courant de la Petite rivière du Chef poursuit son cours vers le Nord-Est sur 9,1 km en entrant dans le canton de Cazeneuve, jusqu’à la confluence de la rivière la Loche (rivière Ashuapmushuan).
À partir de cette dernière confluence, le courant de la rivière la Loche coule sur 13,6 km dans les cantons de Cazeneuve et de Denault, jusqu’à sa confluence avec la rivière Ashuapmushuan. Cette dernière confluence est située à 16,5 km en aval de l’embouchure du lac Ashuapmushuan. Puis, le courant emprunte le cours de la rivière Ashuapmushuan, d’abord vers le Nord-Est, puis le Sud-Est, laquelle se déverse à Saint-Félicien (Québec) sur la rive Ouest du lac Saint-Jean.

## Toponymie
Officialisé en 1925 par la Commission de géographie du Québec, cet hydronyme évoque l’œuvre de vie de François Clairambault d'Aigremont (1659-1728), intendant par intérim de la Nouvelle-France. Variante toponymique : Lac de la Cache.
Le toponyme « lac Aigremont » a été officialisé le 5 décembre 1968 par la Commission de toponymie du Québec, soit à la création de cette commission.